# Vincent Lavenu
Vincent Lavenu, nacido el 12 de enero de 1956 en Briançon en los Hautes-Alpes, es un gerente deportivo y antiguo ciclista francés. Profesional de 1983 a 1991, ganó una etapa de la Ruta del Sur. Desde 1992, fue director deportivo y después gerente del equipo Ag2r La Mondiale, antes llamado Casino y Ag2r Prévoyance.

## Palmarés
1988
- 1 etapa de la Vuelta a Portugal

1990
- 1 etapa de la Ruta del Sur

## Resultados en las grandes vueltas

### Tour de Francia
- 1989 : 65.º